# Молекулярная масса
Молекулярная масса (устаревшее название  —  молекулярный вес) — масса молекулы. Различают абсолютную молекулярную массу (обычно выражается в атомных единицах массы) и относительную молекулярную массу — безразмерную величину, равную отношению массы молекулы к 1/12 массы атома углерода 12C (обозначается Mr, от англ. relative). 
Молекулярная масса, выраженная в а. е. м., численно равна относительной молекулярной массе и молярной массе, выраженной в г/моль. Однако следует чётко представлять разницу между молярной массой и молекулярной массой, понимая, что они равны лишь численно и различаются по размерности.
Относительные молекулярные массы сложных молекул можно определить, просто складывая относительные атомные массы входящих в них элементов. Например, относительная молекулярная масса воды (H2O) есть
{\displaystyle M_{\text{r}}({\ce {H2O}})=2A_{\text{r}}({\ce {H}})+A_{\text{r}}({\ce {O}})\approx 2\cdot 1+16=18,}
где
{\displaystyle M_{\text{r}}} — относительная молекулярная масса,
{\displaystyle A_{\text{r}}} — относительная атомная масса.